# Айглова, Таисия Ямбатровна
Таисия Ямбатровна Айглова (1927—1994) — животновод Мари-Турекского района Марийской АССР. В 1966 году за развитие животноводства получила звание Героя Социалистического труда и орден Ленина.

## Биография
Таисия Ямбатровна родилась 13 августа 1927 года в деревне Нижний Турек, Мари-Турекский кантон, Марийская АССР. В 1942 году окончила 7 классов, потом работала свинаркой в колхозе «Социализм» — за трудовую деятельность она получила медаль «За доблестный труд в Великой Отечественной войне». В 1946 году Таисия Ямбатровна руководила свинофермой, немного позже проработала свинаркой колхоза имени Мосолова — от каждой свиноматки она получала по 15—20 поросят.
В 1956 году Таисия Ямбатровна уехала в Казахстан и проработала дояркой два с половиной года в совхозе «Донской». Через некоторое время, в связи с болезнью матери, Таисия Ямбатровна вернулась на родину и стала работать дояркой на молочно-товарной ферме. В 1960 году ей удалось надоить с каждой коровы по 3 100 килограмм молока, в 1961 году — 2898. Это было большое достижение, поскольку в конце 1950-х в среднем от каждой коровы получали не более 2 500 килограмм. В 1962 году Таисия Ямбатровна вновь предпочла работать свинаркой, в следующем году она сохранила 272 поросёнка; в 1964—516; в 1965—474. От каждой свиноматки она получала по 20 поросят. В 1961—1963 годах Таисия Ямбатровна избиралась депутатом Мари-Турекского района Совета депутатов трудящихся, в 1969 — делегатом третьего Всесоюзного съезда колхозников. Кроме того, она была несколько раз участницей Выставки достижений народного хозяйства.
Указом Президиума Верховного Совета СССР от 22 марта 1966 года Таисия Ямбатровна получила звание Героя Социалистического труда и орден Ленина за развитие животноводства. В 1968 году она получила золотую медаль ВДНХ; 8 апреля 1971 года — медаль «За трудовую доблесть». В 1978 году Таисия Ямбатровна ушла на пенсию, до своей смерти 14 декабря 1994 года проживала в посёлке Мари-Турек, Мари-Турекский район, Республика Марий Эл.

## Награды
| Год  | Награда                              |
| ---- | ------------------------------------ |
| 1966 | Звание Герой Социалистического Труда |
| 1966 | Орден Ленина                         |
| 1968 | Золотая медаль ВДНХ                  |
| 1971 | Медаль «За трудовую доблесть»        |